# Y/Project
Y/Project is een Frans kledingmerk. Het merk ligt wereldwijd in 160 winkels.

## Geschiedenis
Het merk werd opgestart door Fransman Yohan Serfaty als mannenmerk in 2011. Na zijn overlijden nam de Belg Glenn Martens de creatieve leiding.

## Erkentelijkheden
- 2017 - Grand Prix de l'Andam[2][3][4]
- 2019 - Het label was eregast van Pitti Uomo.